# Carl-Heinrich von Stülpnagel
Carl-Heinrich Rudolf Wilhelm von Stülpnagel (Berlin, 1886. január 2. – Plötzensee, 1944. augusztus 30.) nemesi származású német katonatiszt, 1939-től gyalogsági tábornok, a második világháborúban a Wehrmacht hadtest- majd hadseregparancsnoka a keleti fronton. 1942-től a megszállt Franciaország katonai kormányzója. Kapcsolatot tartott a katonai ellenállással, aktívan részt vett a Hitler elleni összeesküvésben, ennek kudarca után elfogták és kivégezték.

## Élete

### Származása
Ősi nemesi családok leszármazottjaként született Berlinben. Édesapja Hermann von Stülpnagel porosz altábornagy (1839–1912) volt. Az uckermarki porosz Stülpnagel család nevének első okleveles említése 1321-ből származik. Édesanyja Luise von der Tann-Rathsamhausen bárónő (1856–1907) volt, a von der Tann frankföldi-hesseni nemesi nemzetség sarja.
Carl-Heinrich 1904-ben érettségizett a frankfurti Lessing Gimnáziumban, és ugyanezen év október 1-jén hadapródként (Fahnenjunker) szolgálatba lépett a 115. gárda-gyalogezrednél Darmstadtban. (Ezredét, az egykori 1. hesseni nagyhercegi gárdaezredet 1867-ben integrálták a porosz királyi hadseregbe.) Tiszti vizsgáit 1905. május 18-án tette le, 1906. január 21-én hadnaggyá avatták. 1911. október 1. és 1914. június 30. között Berlinben elvégezte a Porosz Hadiakadémiát (Kriegsakademie). 1913-ban főhadnaggyá léptették elő.

### Az első világháború éveiben
1914-ben, az első világháború kitörésekor Stülpnagel a 115. ezred 12. századának parancsnoka volt, egyben ezred-adjutáns. 1915. július 19-én századossá lépett elő.

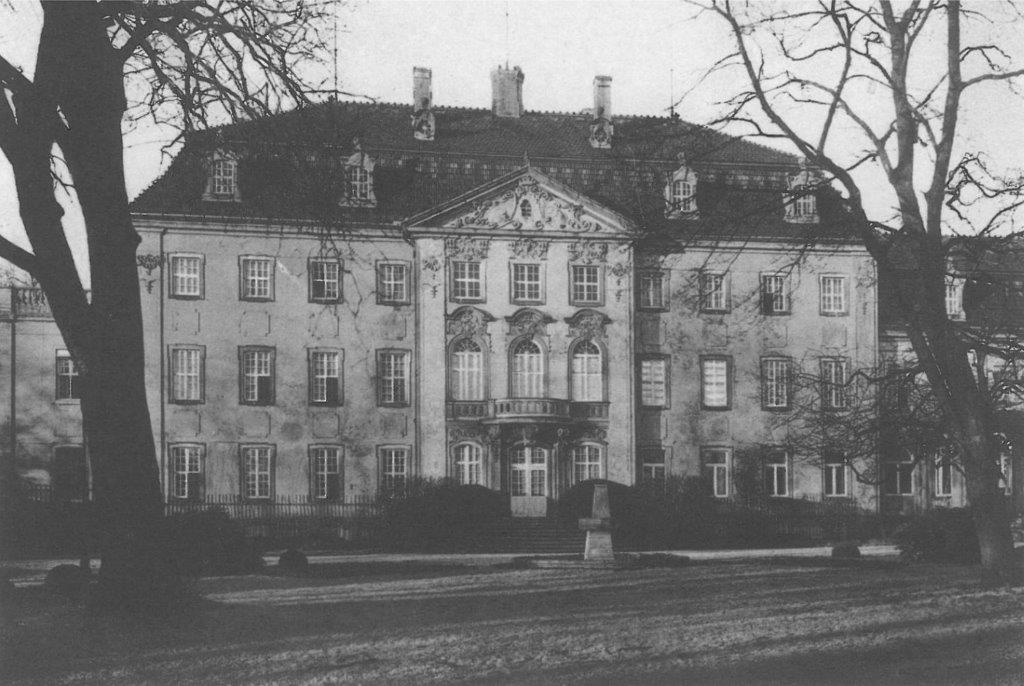
Brandis kastély (1928)

1916. január 20-án megnősült. Helene von Pentz bárókisasszonyt (1889–1965), a nagybirtokos Friedrich von Pentz báró (1843–1902) és Marie von Steinmetz (1847–1924) leányát vette feleségül. Az esküvőt a családi hitbizomány területén, a szászországi Brandis kastélyban tartották. A házaspárnak két gyermeke született, Joachim (1917–2004) jogász és Walter (1919–?) építészmérnök.
A világháború végére Stülpnagel a nyugati fronton működő császári 18. hadosztály törzskari tisztjévé avanzsált. Érdemeiért megkapta a Vaskereszt mindkét osztályát.

### A weimari köztársaság idején
A háború után a Reichswehrben szolgált. 1932 végén ezredesi rangot kapott, december 1-jével a Hadügyminisztérium (Reichswehrministerium) Idegen Hadseregek Ügyosztályának élére helyezték, Herbert Fischer ezredes utódjaként. Az ügyosztály a külföldi katonai hírszerzésért volt felelős. 1935-ben Stülpnagel egy antibolsevista és antiszemita szellemű memorandumot írt.
Az 1934 nyarán bekövetkezett ún. „Röhm-puccs” eseményeit látva Stülpnagel a nemzetiszocialista rendszer bírálójává vált. 1935. október 1-jén vezérőrnaggyá léptették elő, 1936-ban a Hadügyminisztérium Idegen Hadseregek Ügyosztálya vezetését átadta Kurt von Tippelskirch ezredesnek. Ugyanezen év október 6-án kinevezték a Wehrmacht újonnan felállított lübecki 30. gyalogos hadosztályának parancsnokává. 1937. augusztus 27-én altábornaggyá lépett elő. 1938 februárjától 1940 májusáig a haderő-vezérkarában főszállásmesteri (Oberquartiermeister) beosztásban dolgozott, e minőségében Franz Halder vezérkari főnök helyettese volt és felügyelte a haderő logisztikai feladatait. Közben, 1939. április 20-án gyalogsági tábornokká léptették elő.
Náciellenessége erősödött Hitler 1938-as önkényes intézkedései miatt. A Blomberg–Fritsch-válság (Werner von Blomberg tábornagy, hadügyminiszter, Wehrmacht-főparancsnok és Werner von Fritsch vezérőrnagy, szárazföldi hadsereg-parancsnok Hitler általi leváltása) és az 1938-as Szudéta-válság (Csehszlovákia német többségű körzeteinek elfoglalása) után Stülpnagel felvette a kapcsolatot a konzervatív arisztokrata tisztek titkos náciellenes mozgalmával, a Schwarze Kapellével. Részt vett az ún. szeptemberi összeesküvés tervezésében. (A Hitler megbuktatására szőtt terv a müncheni egyezmény politikai sikere miatt kivihetetlenné vált, nem valósult meg). A hadsereg vezérkarában szolgáló Stülpnagel még 1939–40 telén is Hitler elszánt és nyílt bírálói közé tartozott.

### A második világháborúban

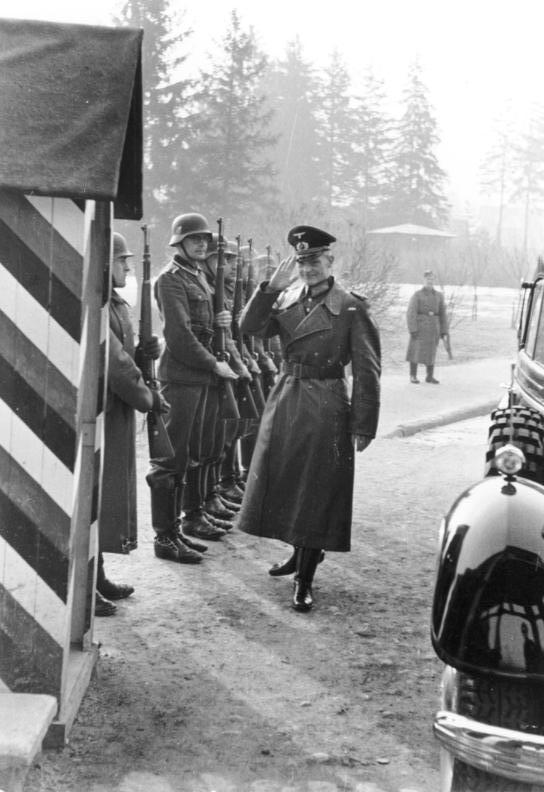
Stülpnagel tábornok a megszállt Lengyelországban (1941)

1940 kora nyarán, a franciaországi hadjárat második szakaszában Stülpnagel egy időre átvette a Wehrmacht II. hadtestjének parancsnokságát. A júniusi fegyverszünet megkötése után a Wiesbadenben felállított német–francia fegyverszüneti bizottság elnöke lett, 1940 decemberéig. 
Ezután a szovjet frontra került. A Wehrmacht Déli Hadseregcsoportja (Heeresgruppe Süd) kötelékében működő 17. hadsereg élére állították, az ukrajnai frontszakaszon. Vezénylő tábornokként Lembergben tapasztalta az ukrán lakosság erőszakos zsidóellenes akcióit. 1941. június 28-án, miután a szovjet csapatok feladták a várost, pogrom kezdődött, ebbe a június 30-án beérkező Einsatzgruppe csoportok, sőt Hubert Lanz vezérőrnagy 1. hegyivadász-hadosztályának tagjai is bekapcsolódtak.
Stülpnagel tábornok személyes felelőssége vitatott. A fronttal együtt mozgó 17. hadsereg nem maradhatott le az előttük-mellettük haladó 1. harckocsizó hadseregtől (1. Panzerarmee). A tábornok ezért még Lemberg bevétele előtt megbízta Ludwig Kübler altábornagyot, a XXXXIX. hegyivadász hadtest parancsnokát, hogy az elfoglalt városban állítsa helyre a közrendet és biztonságot. Kübler tábornok a fronton ténykedő Stülpnagel helyetteseként biztosította Lemberget. Az általa kinevezett városparancsnok, Karl Wintergerst ezredes azonban ahelyett, hogy a pogromot karhatalom bevetésével megfékezte volna, a szovjet börtönökben talált legyilkolt ukránok tetemeinek közszemlére tételével még olajat öntött a tűzre.
Stülpnagel hadseregparancsnoki felelősségét a Reichssicherheitshauptamt 1944. június 2-án kiadott, UdSSR-10. számú jelentésének egyik megállapítására alapozzák: „Az AOK-17 (azaz a 17. hadsereg főparancsnoksága) mozgósította a frissen elfoglalt területek zsidóellenes és antikommunista beállítottságú lengyel lakosságát, hogy vegyen részt a tisztogató akciókban.”
Más történész rámutat, hogy a szöveg szó szerinti átvétel a Reinhard Heydrich által az Einsatzgruppen részére kiadott 1. számú (1940. június 29-i keltű) és 2. számú (július 1-i keltű) bevetési parancsaiból. A frontcsapatokkal együtt gyorsan előre mozgó Stülpnagel személyének és a front mögötti eseményeknek oksági összekötését kétségesnek tartják, valószínűsítik, hogy a Reichssicherheitshauptamt jelentése megtörtént tényekként ismételte meg Heydrich parancsait.
Stülpnagel személyi felelőssége inkább olyan parancsok miatt állapítható meg, melyeket törzsének tagjai adtak ki, az ő jóváhagyó aláírásával. Ilyenek: „Szabotázsakciók esetén elsősorban a lakosság zsidó és kommunista tagjai legyenek felelősségre vonva.” „Szabotázsakciókért és bandák szervezéséért legfőképpen a zsidó komszomolistákat kell felelősnek tekinteni. 1941. augusztus 12-én „A bolsevizmus helyzete és befolyása” címmel feljegyzést küldött a haderő-főparancsnokságnak, amelyben bírálta Gerd von Rundstedt tábornagynak, a Déli Hadseregcsoport parancsnokának módszereit. A szöveg záró passzusa miatt későbbi bírálói „döntően antiszemitának” sorolták be. Más elemzők azt emelik ki, hogy Stülpnagel erőszakos intézkedések helyett a népcsoportok oktatását és helyzetük javítását javasolta, a bolsevizmus befolyásának gyengítésére. A Déli Hadseregcsoport parancsnokát nyíltan bíráló feljegyzés kockázatos fogadtatását Stülpnagel egy lojális lezárással (a későbbi kommunista újságírásban „vörös faroknak” megfelelő „rendszerhű” befejezéssel) kívánta lebiztosítani.
Hadseregparancsnoki sikereiért Stülpnagel tábornok 1941. augusztus 21-én megkapta a Vaskereszt Lovagkeresztjét. Az elfoglalt keleti területeken alkalmazott módszerek miatt 1941. október 1-jén kérte felmentését a 17. hadsereg parancsnoki beosztásából. Lépését hivatalosan egészségi állapotával indokolta.
1942 februárjában kinevezték a megszállt Franciaország német katonai kormányzójává. E tisztségben 1940 óta működő elődjét, távoli rokonát, Otto von Stülpnagel tábornokot (1878–1948) váltotta. Továbbra is fenntartotta kapcsolatát a náciellenes ellenállási mozgalommal, összekötője Caesar von Hofacker repülő alezredes (1896–1944) volt.

### Szerepe a Hitler elleni összeesküvésben
Stülpnagel tábornok meggyőződéssel hitte, hogy a nemzetiszocialista rendszer katasztrófába sodorja Németországot. Aktívan részt vett a Hitler elleni összeesküvés szervezésében. 1944.  július 20-án, a Hitler elleni merénylet hírére Stülpnagel azonnal reagált. Előre kidolgozott terv szerint Párizsban és környékén sikeresen őrizetbe vétette a nemzetiszocialista rendszer kulcsembereit, az SS, az SD és a Gestapo vezetőit és ezek legfontosabb beosztottjait, csaknem 1200 főt. Megpróbálta rávenni Günther von Kluge tábornagyot, az OB West (Nyugati Főparancsnokság) vezetőjét, hogy jöjjön Párizsba és vegye át a hatalomátvétel irányítását, de sikertelenül. Július 20-án éjszaka, amikor odaért a merénylet kudarcának híre, von Kluge tábornagy leváltotta Stülpnagel tábornokot a beosztásából.

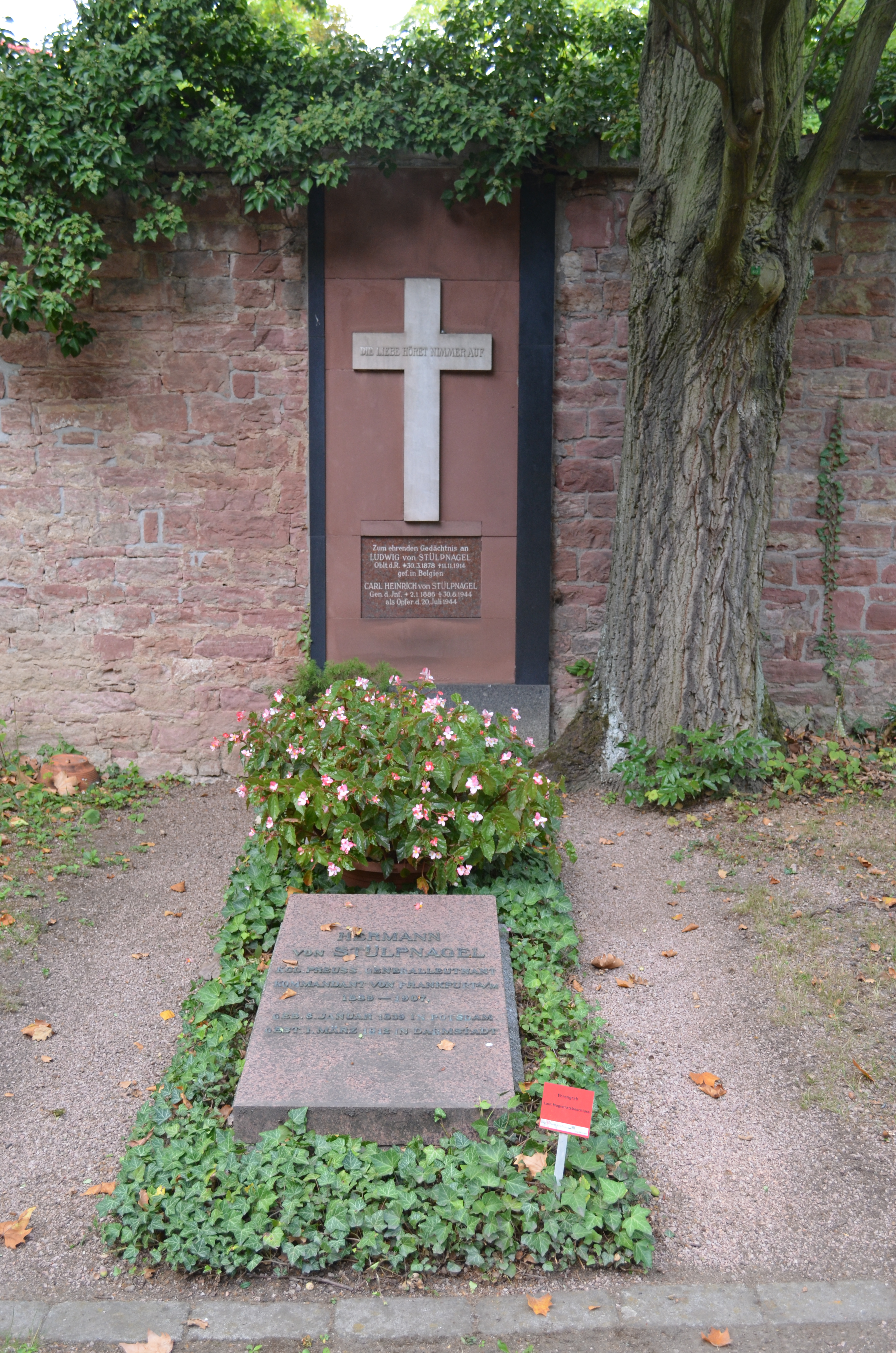
Emléktáblája apjának síremlékén, a frankfurti Központi temetőben.

### Kivégzése
Az elvetélt merénylet másnapján, július 21-én Stülpnagelt Berlinbe rendelték, a Wehrmacht Zossen-Wünsdorfban székelő főparancsnokságára. Az utasítást kézhez véve megkísérelte főbe lőni magát, de elvétette, súlyosan megsebesült, mindkét szemére megvakult. A hadikórházban letartóztatták, és Berlinbe vitték. 1944. augusztus 30-án a német Népbíróság halálra ítélte, és még aznap a plötzensee-i börtönben felakasztották. Hasonló sorsra jutott Caesar von Hofacker alezredes is, Stülpnagel összekötője az egykori náciellenes mozgalomhoz.
Franciaország német katonai kormányzójává a kivégzett Stülpnagel helyére Karl Kitzinger repülőtábornokot (1886–1962) nevezték ki.

## Emlékezete
Mivel holttestét nem találták meg, ezért Frankfurt am Main Központi temetőjében nyugvó édesapjának, Hermann von Stülpnagel altábornagynak síremlékére helyezték el Carl-Heinrich von Stülpnagel emléktábláját. A sírhelyet Frankfurt város magisztrátusa védett díszsírhellyé nyilvánította.

## Kapcsolódó információk
- Carl-Heinrich von Stülpnagel. Katalog der Deutschen Nationalbibliothek (portal.dnb.de). (Hozzáférés: 2020. augusztus 27.)
- Heinrich Bücheler. Carl-Heinrich von Stülpnagel, Soldat – Philosoph – Verschwörer (német nyelven). Berlin: Ullstein (1989). ISBN 3-550-07300-3
- Ernst Klee. Das Personenlexikon zum Dritten Reich, Wer war was vor und Nach 1945 (német nyelven). Frankfurt/Main: Fischer Verlag, 612. o. (2005). ISBN 978-3-596-16048-8